# Sandbach
Sandbach är en ort och en civil parish i grevskapet Cheshire i England. Orten är administrativ huvudort i  enhetskommunen Cheshire East. Ortens folkmängd uppgick till 17 976 invånare 2011, på en yta av 5,76 km². Sandbach nämndes i Domedagsboken (Domesday Book) år 1086, och kallades då Sanbec.